# Scripta Judaica Cracoviensia
Scripta Judaica Cracoviensia – rocznik wychodzący od 2002 roku w Krakowie. Wydawcą jest Instytut Judaistyki na Wydziale Historycznym Uniwersytetu Jagiellońskiego. 
Periodyk publikuje artykuły i rozprawy naukowe, recenzje, które dotyczą; historii, kultury Żydów od starożytności do dziś. 
Redakcja: Edward Dąbrowa (redaktor naczelny), Leszek Hońdo, Michał Galas, Andrzej K. Link - Lenczowski.